# Abgeschlossenes Martingal
Ein abgeschlossenes Martingal ist in der Wahrscheinlichkeitstheorie ein spezielles Martingal und somit ein stochastischer Prozess. Anschaulich sind diejenigen Martingale abgeschlossen, die ein letztes Element besitzen. Solche Martingale konvergieren schon aufgrund der ihnen über die Definition zukommenden Eigenschaften. Umgekehrt kann die Frage, ob ein Martingal abgeschlossen ist oder sich durch eine Zufallsvariable abschließen lässt, als Frage nach der Konvergenz des Martingals gedeutet werden.

## Definition
Gegeben sei ein Martingal {\displaystyle X=(X_{t})_{t\in T}} bezüglich der Filtrierung {\displaystyle \mathbb {F} =({\mathcal {F}}_{t})_{t\in T}}
Dann heißt {\displaystyle X} ein abgeschlossenes Martingal, wenn es ein {\displaystyle u\in T} und ein {\displaystyle X_{u}} gibt, so dass für alle {\displaystyle t\in T}
{\displaystyle X_{t}=\operatorname {E} (X_{u}|{\mathcal {F}}_{t})} und {\displaystyle {\mathcal {F}}_{t}\subset {\mathcal {F}}_{u}}
gilt.
Ist {\displaystyle X} ein Submartingal, so heißt analog dazu {\displaystyle X} abgeschlossen, wenn es ein {\displaystyle u\in T} und ein {\displaystyle X_{u}} gibt, so dass für alle {\displaystyle t\in T}
{\displaystyle X_{t}\leq \operatorname {E} (X_{u}|{\mathcal {F}}_{t})} und {\displaystyle {\mathcal {F}}_{t}\subset {\mathcal {F}}_{u}}
gilt.

## Eigenschaften
Jedes abgeschlossene Martingal ist immer ein Doob-Martingal, lässt sich also in der Form
{\displaystyle X_{n}=\operatorname {E} (Y|{\mathcal {F}}_{n})}
für eine integrierbare Zufallsvariable {\displaystyle Y} darstellen. Dabei ist in diesem konkreten Fall {\displaystyle Y=X_{u}}, die Zufallsvariable also das letzte Element des Martingals.
Umgekehrt lässt sich auch jedes Doob-Martingal abschließen, indem man {\displaystyle T'=T\cup \{u\}} setzt sowie {\displaystyle X_{u}=X} und {\displaystyle {\mathcal {F}}_{u}={\mathcal {A}}}, die σ-Algebra des zugrunde liegenden Wahrscheinlichkeitsraumes.
Außerdem sind abgeschlossene Martingale sowie abgeschlossene, nichtnegative Submartingale immer gleichgradig integrierbar und konvergieren somit fast sicher sowie im ersten Mittel.
Umgekehrt existiert nach dem Martingalkonvergenzsatz zu jedem gleichgradig integrierbaren Martingal eine Zufallsvariable {\displaystyle X_{\infty }}, die messbar bezüglich
{\displaystyle {\mathcal {F}}_{\infty }:=\sigma \left(\bigcup _{n}{\mathcal {F}}_{n}\right)}
ist, so dass {\displaystyle X_{\infty }} und {\displaystyle {\mathcal {F}}_{\infty }} das Martingal abschließen. Dabei ist {\displaystyle X_{\infty }} der Grenzwert im ersten Mittel und der fast sicheren Konvergenz.